# Tramwaje w Bydgoszczy
     Linie tramwajowe
     Planowane linie
     Zajezdnie tramwajowe
     Linie tramwajowe
     Zlikwidowane linie
     Zajezdnie tramwajowe
     Zlikwidowane zajezdnie

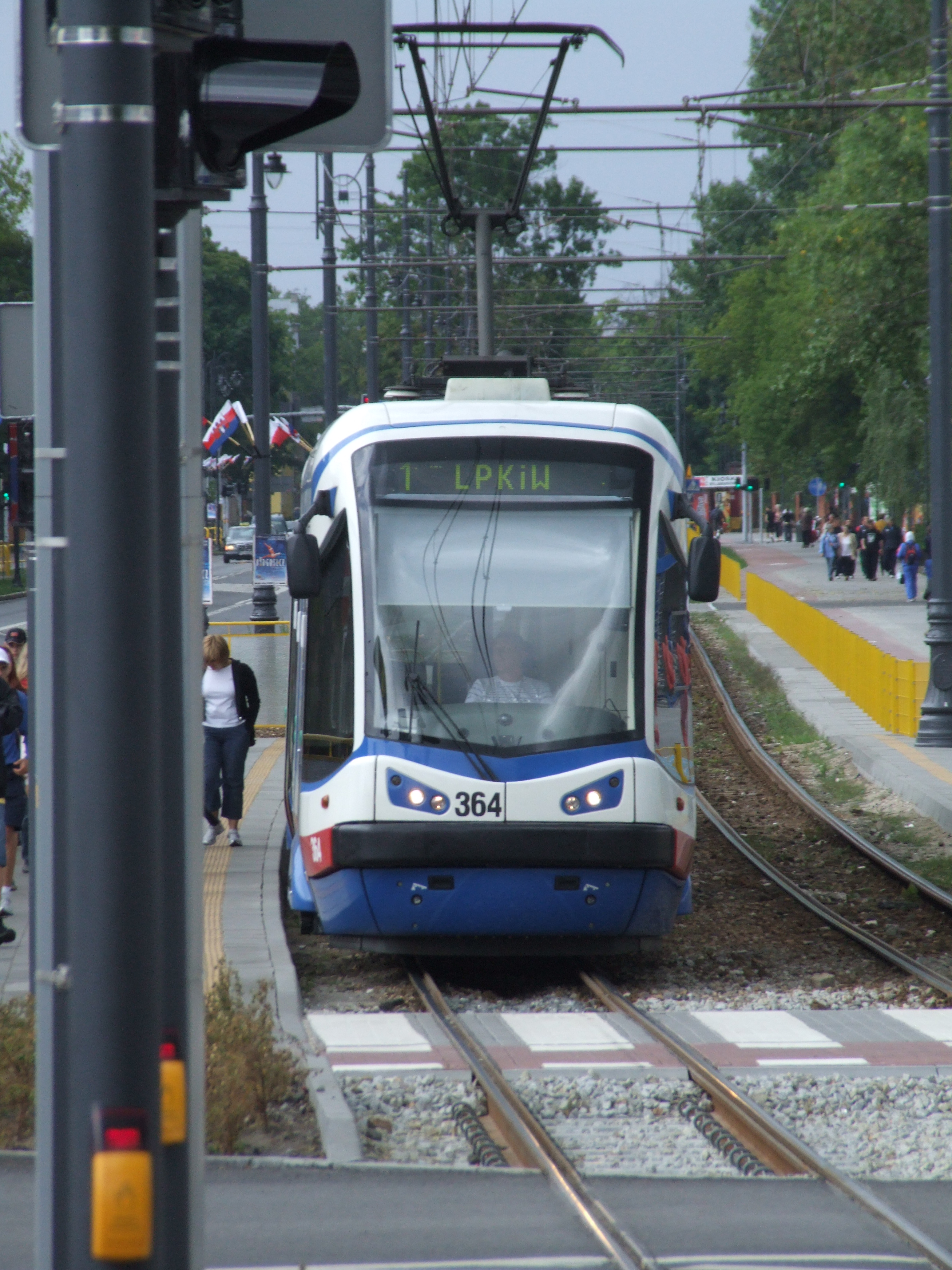
Pesa 122N Tramicus na przystanku Stadion Zawisza

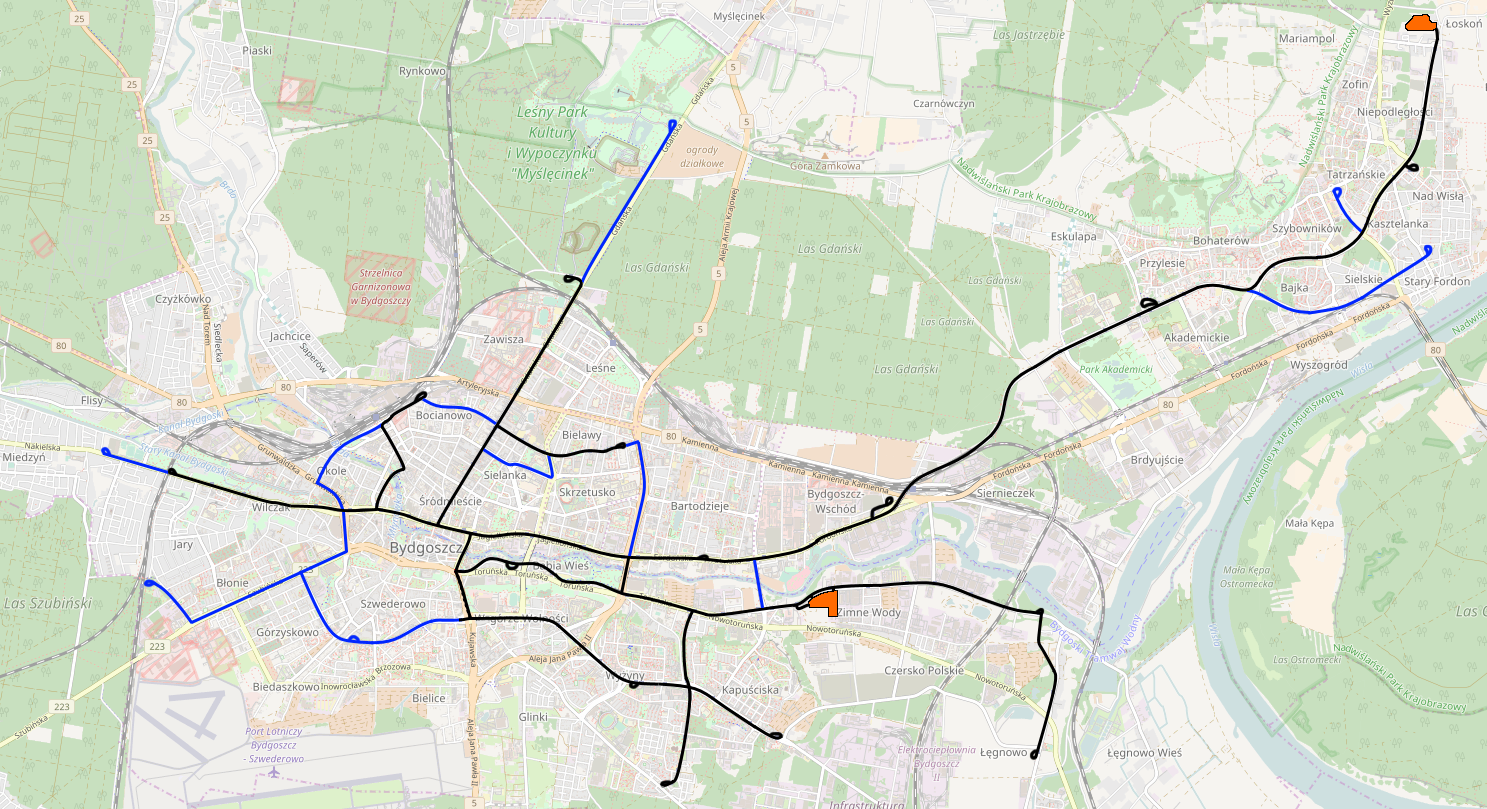
Schemat przebiegu linii tramwajowych z zaznaczonymi liniami planowanymi
Linie tramwajowe
Planowane linie
Zajezdnie tramwajowe

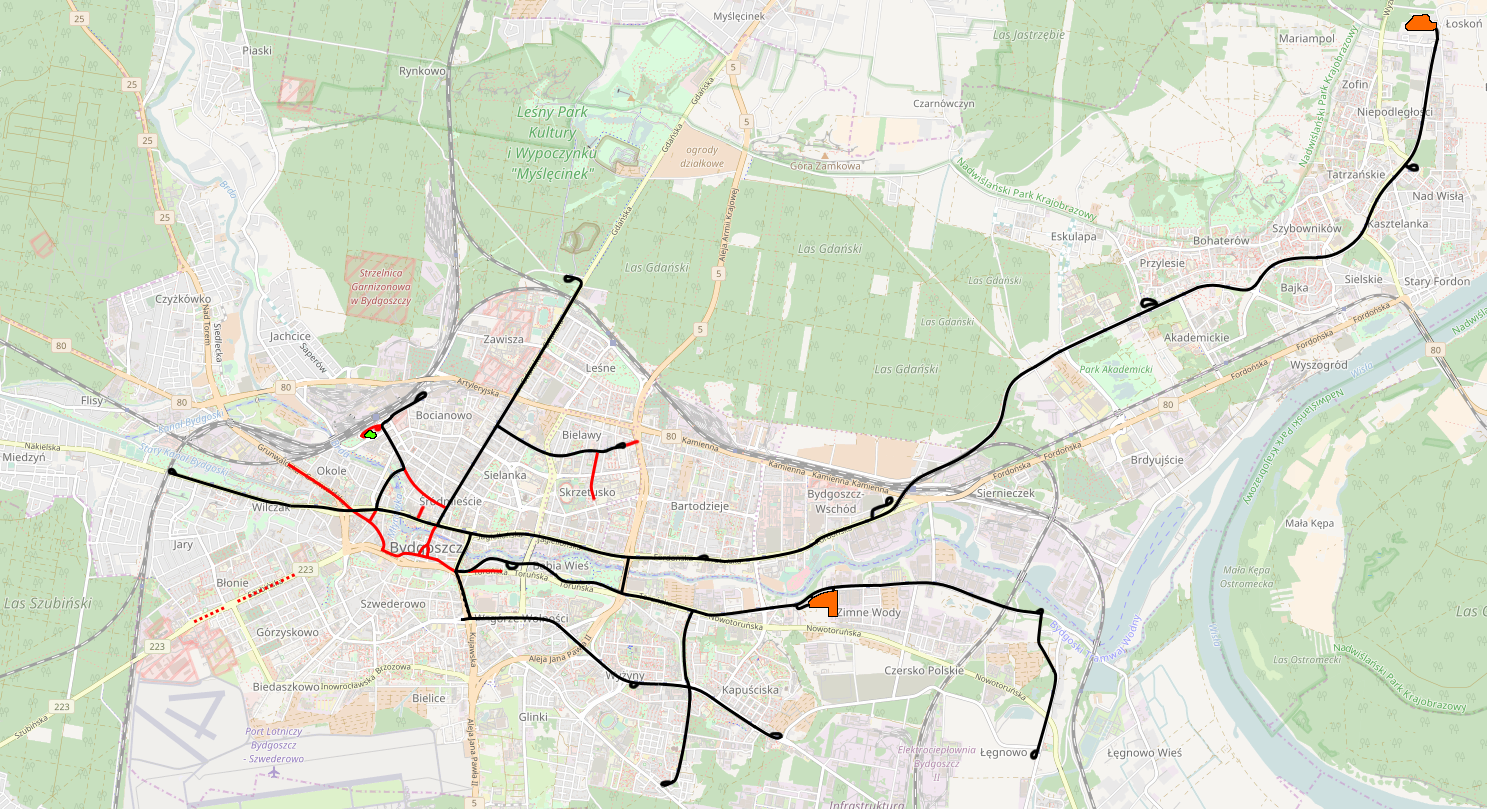
Schemat przebiegu linii tramwajowych z zaznaczonymi liniami zlikwidowanymi
Linie tramwajowe
Zlikwidowane linie
Zajezdnie tramwajowe
Zlikwidowane zajezdnie

Tramwaje w Bydgoszczy – system transportu tramwajowego znajdujący się w Bydgoszczy. System obsługiwany jest przez Miejskie Zakłady Komunikacyjne w Bydgoszczy, a jego organizatorem jest Zarząd Dróg Miejskich i Komunikacji Publicznej w Bydgoszczy.
W Bydgoszczy funkcjonuje 11 linii tramwajowych. Łączna długość linii z końcem 2020 wyniosła 128,05 km, przy czym długość pojedynczego toru to 91,86 km, a długość torowisk 41,4 km. Rozstaw szyn wynosi w Bydgoszczy 1000 mm. W ich przebiegu znajdują się dwie zajezdnie „Toruńska” i „Łoskoń” oraz piętnaście pętli. Zdecydowana większość torowisk składa się z toru podwójnego, z wyjątkiem niespełna kilometrowego odcinka trasy wzdłuż ulicy Nakielskiej. Sieć jest przystosowana do taboru jednokierunkowego i jednostronnego o standardowej szerokości 2,4 m.
W 2021 w godzinie szczytu kursowały 62 składy, w tym 35 niskopodłogowych. Średnia osiągana prędkość komunikacyjna wyniosła 20,5 km/h; najszybszą linią była 5 (w godzinach szczytu osiągała prędkość komunikacyjną 24,1 km/h, a poza szczytem 26,3 km/h).

## Historia

### Przed 1920 rokiem
| Lata | Wydarzenia |
| ---- | --- |
| 1888 | 1 lutego – zawarcie umowy między firmą Ingeniueur Havestadt und Contag z Berlina a bydgoskim magistratem oraz dyrekcją policji na budowę i eksploatację tramwaju konnego. 18 maja – na ulice Bydgoszczy wyrusza pierwszy tramwaj konny; jego trasa wiodła z dworca kolejowego do ulicy Poznańskiej (Wełniany Rynek). |
| 1895 | 5 października – uzyskanie zgody przez Allgemeine Elektrizitäts-Gesellschaft (AEG) na elektryfikację tras tramwajowych. |
| 1896 | 3 lipca – po Bydgoszczy rozpoczynają kursowanie tramwaje elektryczne. |
| 1898 | Wydłużenie linii tramwajowej koloru czerwonego (A) od ul. Poznańskiej przez ul. Świętej Trójcy, Grunwaldzką do dworca kolei wąskotorowej (zlikwidowanej w roku 1969). |
| 1900 | Uruchomiono trzecią linię tramwajową – białą (C) – biegnącą z Pl. Teatralnego przez Jagiellońską, Fordońską na Bartodzieje Wielkie (skrzyżowanie z Gajową). |
| 1901 | Przedłużono linię „C” ulicami Focha, Świętej Trójcy, Nakielską na Wilczak (róg Wrzesińskiej). |
| 1905 | Utworzenie bocznic tramwajowych: Focha – Warmińskiego – Elektrownia, oraz Jagiellońska – stacja przeładunków kolejowych. |

### II Rzeczpospolita
| Lata | Wydarzenia |
| ---- | --- |
| 1920 | Wykaz linii po przyłączeniu Bydgoszczy do Polski: A „Czerwona” – Dworzec Kolejowy – Okole (co 7 min.). B „Zielona” – Gdańska – Strzelnica (ul. Toruńska) (co 8 min.). C „Biała” – Wilczak – Bartodzieje Wielkie (co 12 min.).                                |
| 1928 | Przejęcie tramwajów i elektrowni na własność Skarbu Państwa |
| 1929 | Zniesienie przymusowego zarządu państwowego |
| 1936 | Przedłużono linię „B” prowadząc ją wzdłuż ul. Chodkiewicza od ul. Gdańskiej do ul. Lelewela oraz uruchomiono linię „D” kursującą z ul. Gdańskiej na ul. Długą. Sprowadzono 5 wozów silnikowych i 4 doczepne z Poznania. Zlikwidowano letnie wagony doczepne. |
| 1937 | Przedłużono linię na ul. Chodkiewicza do ul. Głowackiego. |

### Lata 1945–1952
| Lata | Wydarzenia |
| ---- | --- |
| 1945 | 29 czerwca – przywrócono linię „A” po starej trasie. 19 lipca – linia „B” wraca na Toruńską, a linia „C” kursuje przez Stare Miasto. wrzesień – rusza linia „D” na trasie Gdańska – Długa. |
| 1946 | październik – linia „C” wraca na ul. Armii Czerwonej (obecnie Focha). |
| 1948 | Zmieniono numerację linii tramwajowych z literowych na cyfrowe. Budowa rozjazdu z ul. Dworcowej w stronę Placu Wolności i Bielaw. Linia 4 (dawna „D”) zaczyna kursy na trasie Dworzec PKP – Bielawy. Uruchomiono trzy linie nocne (z Dworca PKP na Bielawy, Okole i Bartodzieje Wielkie) zlikwidowane po miesiącu. |
| 1949 | Zbudowano odgałęzienie od ul. Chodkiewicza w kierunku Szpitala Wojewódzkiego po ulicach Lelewela i Jurasza i skierowano tam linię nr 4. Oddano do użytku trójkąt manewrowy na pętli Dworzec PKP. |
| 1950 | Przedłużono tory w ciągu ul. Nakielskiej od Wrzesińskiej do wiaduktu kolejowego. 1 maja- Służbę rozpoczął pierwszy tramwaj zbudowany całkowicie w warsztatach MPK. Do roku 1956 zbudowano 15 podobnych wozów. |
| 1951 | Do miasta przybywa wagon 2N ze Stoczni Północnej. |

### Polska Rzeczpospolita Ludowa[4]
| Lata | Wydarzenia |
| ---- | --- |
| 1953 | 21 lipca – oddano do użytku zespół linii tramwajowych Brda z Babiej Wsi na Łęgnowo, Kapuściska i Glinki. W ramach inwestycji ułożono ponad 52 km szyn, 34 tysiące podkładów i ustawiono ponad 600 słupów trakcyjnych Utworzono pięć nowych linii – 5, 6, 7, 8, 9. Bydgoszcz otrzymała używany tabor tramwajowy z innych miast Polski: 13 wagonów silnikowych Lilpop I z Łodzi, 13 wagonów doczepnych Herbrand z Łodzi, 4 wagony silnikowe Walker z Katowic i 4 wagony silnikowe SW-1 z Krakowa.                                    |
| 1955 | Otwarcie wybudowanej w czynie społecznym linii z mijankami w ciągu ul. Gdańskiej od ul. Chodkiewicza do nowego osiedla – Leśnego. Linia ta przechodziła przez tory kolejowe na Artyleryjskiej, skąd na Leśne kursował wahadłowo jeden wóz. Reszta kończyła bieg przed przejazdem kolejowo-drogowym. |
| 1956 | Dostawa 6 nowych wagonów silnikowych typu 2N i 5 wozów doczepnych typu 2ND z Fabryki w Chorzowie. Rozpoczęcie budowy nowej zajezdni tramwajowej przy ul. Toruńskiej. |
| 1957 | Otwarcie drugiego toru w ciągu ul. Focha. Wydłużono linię w ciągu ul. Fordońskiej, od ul. Gajowej do ul. Polanka. Pierwsza dostawa wozów tramwajowych typu 5N i przyczep typu 5ND (16 szt.). |
| 1959 | Oddanie do użytku nowej zajezdni tramwajowej przy ul. Toruńskiej. |
| 1960 | Wypadek na Kapuściskach, tramwaj linii 8 zjeżdżając ze skarpy wbił się w autobus przewozów pracowniczych Zakładów Produkcji Elementów Budowlanych z Solca Kujawskiego. Zginęły dwie osoby, kilkanaście zostało ciężko rannych. |
| 1963 | Oddano do eksploatacji nowy most z torowiskiem na ul. Bernardyńskiej. Bydgoszcz otrzymała ofertę ze Stuttgartu na bezpłatna dostawę 40 wozów tramwajowych – silnikowych (z oferty nie skorzystano). |
| 1965 | Dostawa 8 wozów ze zlikwidowanej sieci w Olsztynie. |
| 1966 | Budowa pętli, przejścia podziemnego i trzech peronów tramwajowych przy dworcu PKP (wcześniej był tu trójkąt manewrowy). |
| 1969 | 1 maja – Bydgoszcz Wschód otrzymuje połączenie z siecią tramwajową (budowa pętli przy Wyścigowej). Zamknięcie linii tramwajowej na Starym Mieście (zawieszono linię 1). |
| 1970 | Wraz z oddaniem mostu Pomorskiego z rondami Toruńskim i Fordońskim, przerzucono kolejną tramwajową przeprawę przez Brdę. Skierowanie linii 7 na trasę Glinki – Bałtycka. Przekazanie przez MPK Łódź dwóch nowoczesnych tramwajów typu 802N. |
| 1973 | Dostawa 10 przegubowych wozów 803N. Uruchomienie torowiska na nowym węźle Grunwaldzkim w miejsce zasypanego fragmentu Starego Kanału Bydgoskiego. |
| 1974 | Modernizacja linii tramwajowej do Kapuścisk Budowa linii tramwajowej w ciągu ul. Wojska Polskiego od węzła Szarych Szeregów do ul. Magnuszewskiej, gdzie skierowano linię 2 kursującą z Bielaw. Przebudowa torów na ul. Chodkiewicza, budowa pętli przy ul. Wybickiego (Bielawy). Likwidacja torowiska na Lelewela i Jurasza. Dostawa kolejnych 10 wozów 803N. Otwarcie zmodernizowanego Ronda Jagiellonów (wówczas XXX-lecia PRL) wraz z przejściami podziemnymi.                                                                 |
| 1975 | Rozpoczęcie budowy trasy w ciągu ulicy Wojska Polskiego od pętli przy Magnuszewskiej do Ronda Kujawskiego oraz w ciągu ulicy Szubińskiej na osiedle Błonie (1978/79). Budowę zaczęto jako tor o prześwicie normalnym (istniały plany przekucia całej sieci miasta). Ostatecznie w 1984 roku oddano do użytku wyłącznie tory do Ronda Kujawskiego (gotowy tor przekuto na 1000 mm dzięki wcześniejszemu zastosowaniu podkładów drewnianych). Tory w ciągu ulicy Szubińskiej rozebrano (tu wcześniej zastosowano podkłady betonowe). |
| 1977 | Pierwsze tramwaje 105NW wyjeżdżają na ulice Bydgoszczy. |
| 1980 | 19 marca – Bydgoszcz otrzymała pierwsze wozy 805Na (42 sztuki). Wycofano z eksploatacji awaryjne wozy typu 802N. |
| 1981 | Dostarczono 10 wozów 805Na. |
| 1984 | Likwidacja torowiska na ul. Grunwaldzkiej na Okolu. Otwarcie linii na ul. Wojska Polskiego od Magnuszewskiej do Karpackiej (Rondo Kujawskie). |
| 1988 | Obchody 100-lecia sieci tramwajowej w Bydgoszczy. Wyremontowano z tej okazji tramwaj Herbrand z ok. 1900 roku. |
| 1989 | Przebudowano tor pojedynczy na podwójny w ciągu ul. Gdańskiej oraz oddano do użytku nową pętlę w Leśnym Parku Kultury i Wypoczynku, gdzie skierowano linię nr 4. |

### Lata 1990–2009
| Lata      | Wydarzenia |
| --------- | --- |
| 1990      | W nową dekadę MZK wchodzi z taborem: 13 szt. wozów silnikowych 5N, 14 szt. wozów doczepnych 5ND, 17 szt. przegubowców 803N i 126 szt. wagonów 805Na – razem 170 jednostek. 25 stycznia – z powodu zagrożenia wybuchem gazu zawieszono liniową komunikację tramwajową w ciągu ul. Dworcowej do Dworca PKP. |
| 1991      | Wycofanie z eksploatacji wagonów typu Konstal N i 803N. Ostatnia dostawa wagonów 805Na. |
| 1992      | 31 stycznia – likwidacja nocnej komunikacji tramwajowej (linia 6N). |
| 1994      | Infrastrukturę tramwajową przejmuje ZDMiKP Bydgoszcz. |
| 1996      | 1 lutego – uporządkowanie numeracji linii miejskich w związku z wprowadzeniem siedmiosegmentowych elektromechanicznych wyświetlaczy zewnętrznych. Linia tramwajowa nr 10 otrzymuje nr 4. 3 lipca – obchody stulecia istnienia tramwaju elektrycznego w mieście. |
| 1997      | 21 maja – ostatni przejazd tramwajów ulicą Dworcową (wycofanie wagonów z warsztatów przy ul. Zygmunta Augusta). 23 czerwca – oddanie do użytku pierwszego w mieście cichego torowiska na ul. Gdańskiej od ul. Jagiellońskiej do ul. Śniadeckich |
| 1998 1999 | Remonty torowisk: Rondo Jagiellonów – Dworzec PKS, Rondo Grunwaldzkie – Ułańska, Rondo Toruńskie – Babia Wieś, Zbożowy Rynek – Rondo Jagiellonów oraz Rondo Jagiellonów – Plac Teatralny (ciche torowisko). |
| 2000      | 28 sierpnia – W Bydgoszczy przy ul. Jagiellońskiej doszło do tragicznego wypadku. Naczepa samochodu ciężarowego uderzyła w tramwaj. Wagon tramwajowy (273) został w połowie z rozprutym jednym bokiem. Na ulice wyleciała część siedzeń, 2 osoby zginęły a kilka zostało rannych. Nowe ciche torowisko na ul. Nakielskiej. |
| 2001      | 19 stycznia – Na Rondzie Grunwaldzkim autobus 71 wjechał w tramwaj linii 3 (skład 330+331). 1 osoba zginęła a 20 zostało rannych. |
| 2002      | W wyniku zmniejszenia liczby pojazdów komunikacji miejskiej zostały wycofane z ruchu z przeznaczeniem do rezerwy 15 wagonów tramwajowych. Wycofane z eksploatacji wagony to: 227, 228, 240, 243, 244, 246, 249, 250, 251, 253, 254, 255, 256, 259, 260. Tramwaje ustawione są na bocznych torach w Zajezdni Tramwajowej. |
| 2003      | Na ulice Bydgoszczy wyjeżdża zmodernizowany wóz 805Nm. Modernizacja została wykonana w bydgoskich zakładach Pesa Bydgoszcz S.A. Wymienione zostało praktycznie wszystko, a sam skład otrzymał opływową sylwetkę. |
| 2005      | 20 sierpnia – oficjalne otwarcie do ruchu po trwającym 1,5 roku remoncie mostu Pomorskiego i ronda Fordońskiego. W efekcie tory tramwajowe na całym odcinku między rondem Toruńskim i rondem Fordońskim zostały umieszczone symetrycznie między jezdniami. wrzesień – remont torowiska w ciągu ulicy Fordońskiej między Gajową i Bałtycką. Po raz pierwszy zastosowano technikę gładkiego mocowania szyn za pomocą łap sprężystych do podkładów strunobetonowych. |
| 2006      | 18 października – na bydgoskie tory po raz pierwszy w historii wyjechał wagon niskopodłogowy (w ramach przejazdu testowego). Był to 121N wykonany w bydgoskich zakładach Pesa na zamówienie przedsiębiorstwa Tramwaje Elbląskie. |
| 2007      | 1 kwietnia – w związku z wprowadzeniem systemu przesiadkowego A+T, którym objęta została linia 3 (z częstotliwością co 7 minut), z odstawienia do służby powróciły wagony 259 i 260. 23 czerwca – początek remontu torowiska koło dworca PKS, oraz na Gdańskiej koło stadionu Zawiszy. wrzesień – skończono remont torowiska koło dworca PKS. Zbudowano m.in. nowe perony przystankowe. Remont miał związek z budową centrum handlowo-rozrywkowego Focus Park. 22 września – drzwi otwarte w zajezdni na Toruńskiej. Po mieście kursuje zabytkowy wagon N, na trasie LPKiW – Zajezdnia. listopad – początek gruntownego remontu torowiska na ul. Szpitalnej, pierwszy od 30 lat. grudzień – testy tramwaju 122N produkcji PESY dla Łodzi na bydgoskich torach. |
| 2008      | styczeń – strajk pracowników MZK. 18 lutego – wypadek składu (340–341) holowanego przez wagon techniczny, na skrzyżowaniu Perłowej i Toruńskiej. Trasa do zajezdni i na górne osiedla została odcięta od sieci. 2 osoby zostały ranne. W wyniku zdarzenia kursowały tylko wozy będące na liniach w niedzielę wieczorem (w większości solówki). Zostały one rozdysponowane na linie 1 i 3. 2 i 6 – trasy skrócone, reszta zawieszona. Ruch przywrócono w poniedziałek ok. godziny 15. 4 marca – pierwszy w Bydgoszczy w pełni niskopodłogowy tramwaj (Pesa 122N) rozpoczyna pracę w ruchu liniowym. maj – oddane do użytku po remoncie zostaje torowisko na ul. Szpitalnej. 30 maja – obchody 120 rocznicy uruchomienia tramwaju konnego w Bydgoszczy. Do zajezdni dostarczony został drugi tramwaj niskopodłogowy Pesa 122N. wrzesień – Tramwaj nr 365 Pesa 122N reprezentuje Bydgoszcz i firmę Pesa Bydgoszcz S.A. na targach InnoTrans w Berlinie. |
| 2009      | 1 maja – otwarcie odbudowanego prawoskrętu tramwajowego z ul. Gdańskiej w Focha, zlikwidowanego po zamknięciu linii przez Stare Miasto. |

### Lata 2010–2020
| Lata | Wydarzenia |
| ---- | --- |
| 2010 | wrzesień – remont torowiska na rondzie Jagiellonów. październik – remont torowiska na rondzie Toruńskim, rozpoczęcie budowy linii tramwajowej do Dworca PKP. |
| 2011 | marzec – podpisanie umowy na dostawę 14 niskopodłogowych tramwajów Pesa Swing. grudzień – zlikwidowanie linii nr 9. |
| 2012 | styczeń – zlikwidowanie w godzinach wieczornych kursów linii nr 1 (od września do kwietnia). 22 listopada – uroczyste otwarcie linii tramwajowej do dworca PKP. 24 listopada – zmiany w komunikacji tramwajowej, nowa linia nr 5 (Rycerska – Glinki), zmiana trasy linii nr 1 (Wilczak – Las Gdański), zmiana trasy linii nr 3 (Rycerska – Wyścigowa). |
| 2013 | 2 marca – rozpoczęcie remontu torowiska w ciągu ul. Chodkiewicza (od ul. Gdańskiej do ul. Sułkowskiego). 3 czerwca – zakończenie remontu torowiska w ciągu ul. Gdańskiej na wysokości ul. Chodkiewicza i rozpoczęcie remontu torowiska w ciągu ul. Jagiellońskiej (od ul. Gdańskiej do Ronda Jagiellonów). 21 lipca – Uroczysta Parada Tramwajów z okazji 60 lat uruchomienia linii BRDA. 3 sierpnia – zakończenie remontu torowiska w ciągu ul. Jagiellońskiej (od ul. Gdańskiej do Ronda Jagiellonów) i rozpoczęcie remontu torowiska na ul. Bernardyńskiej (wymiana rozjazdów na Rondzie Jagiellonów), w rejonie pętli Babia Wieś oraz na ul. Wojska Polskiego w rejonie skrzyżowania ulicy Wojska Polskiego a Magnuszewskiej. 21 września – wstrzymanie ruchu tramwajów linii nr 6 na odcinku Stomil – Łęgnowo (prace torowo-sieciowe). 22 września – 125-lecie komunikacji miejskiej. 1 października – otwarcie torowiska na ul. Chodkiewicza po remoncie. 19 października – przywrócenie ruchu przez Babią Wieś oraz do Ronda Kujawskiego. 22 października – została podpisana umowa na budowę linii do Fordonu |
| 2014 | 7 sierpnia – podpisano umowę na zakup taboru tramwajowego dla miasta w ramach realizowanego projektu: „Budowa linii tramwajowej do dzielnicy Fordon 12 szt. 1 września – zamknięcie ul. Gdańskiej (na odcinku Chodkiewicza – Kamienna) |
| 2015 | 24 października – zamknięcie ul. Chodkiewicza remont torowiska II etap. 12 listopada – pierwsze testy nowego torowiska do Fordonu 1 grudnia – strajk na terenie miasta, nie wyruszyły tramwaje ani autobusy. Strajk trwał do godz. 14:00. |
| 2016 | 16 stycznia – uruchomienie linii tramwajowej do Fordonu oraz nowej zajezdni tramwajowej Łoskoń (wraz z pętlą tramwajową) 17 grudnia – uruchomienie linii tramwajowej na Bielawy ul. Chodkiewicza (po remoncie) |
| 2017 | 23 marca – podpisanie umowy na dostawę tramwajów pomiędzy Miastem a firmą Pesa. 10 kwietnia – wypadek tramwaju z autokarem na ul. Jagiellońskiej a Ogińskiego (15 osób rannych) 6 maja – remont torowiska na Babiej Wsi 30 czerwca – zakończenie remontu na Babiej Wsi 21 września – dostarczenie pierwszego z 18 zamówionych tramwajów niskopodłogowych Pesa Swing. |
| 2018 | 7 kwietnia – rozpoczęcie realizacji inwestycji związanej z przebudową torowiska tramwajowego na ulicy Wojska Polskiego na odcinku od węzła Szarych Szeregów do pętli Kapuściska. 26 kwietnia – zderzenie dwóch tramwajów na ul.Fordońskiej. 29 listopada – podpisanie umowy z konsorcjum firm PBDI, Gotowoski i Tor-Krak na rozbudowę ulicy Kujawskiej wraz z budową torowiska tramwajowego. |
| 2019 | 12 grudnia – powrót tramwajów na górny taras (Kapuściska, Glinki i Wyżyny). |

### Po 2020 roku
| Lata | Wydarzenia |
| ---- | --- |
| 2020 | 6 grudnia – oddanie do użytku nowej trasy tramwajowej na ulicy Kujawskiej. |
| 2021 | 13 września – rozpoczęcie budowy trasy tramwajowej łączącej ulice Toruńską z Fordońską. |
| 2022 | 8 stycznia – rozpoczęcie remontu torowiska na ulicy Perłowej. 26 lipca – podpisanie umowy między miastem i firmą PESA na dostawę 10 nowych tramwajów (6 długich i 4 krótkich), z opcją na dodatkowe 36. |
| 2023 | 25 stycznia – Rozszerzenie zamówienia na nowe tramwaje od firmy PESA o 11 sztuk (10 długich i 1 krótki). 30 marca – Rozszerzenie zamówienia na nowe tramwaje od PESY o kolejne 19 sztuk. 12 sierpnia – spłonął zabytkowy tramwaj Herbrand typu VNB-125. 23 sierpnia – dostarczenie pierwszego z 40 nowych tramwajów Pesa Swing. |
| 2025 | 24 marca – dostarczenie ostatniego z 40 nowych tramwajów Pesa Swing. 15 kwietnia – zamówienie kolejnej sztuki tramwaju Pesa Swing. |

## Linie tramwajowe
Źródło:.
| Nr linii | Trasa                                 |
| -------- | ------------------------------------- |
| 1        | Wilczak – Las Gdański P+R             |
| 2        | Las Gdański P+R – Kapuściska          |
| 3        | Wilczak – Łoskoń                      |
| 4        | Bielawy – Glinki                      |
| 5        | Rycerska – Łoskoń                     |
| 6        | Bielawy – Wyścigowa (Trasa Zmieniona) |
| 7        | Kapuściska – Łoskoń                   |
| 8        | Rycerska – Kapuściska                 |
| 9        | Rycerska – Glinki                     |
| 10       | Las Gdański P+R – Niepodległości      |
| 11       | Bielawy – Niepodległości              |

### Statystyka
| Rodzaj transportu | 1888 | 1892 | 1900 | 1920 | 1936 | 1945 | 1947 | 1953 | 1974 | 1991 | 2012 | 2014 | 2016 | 2020 | 2023 | 2024 |
| ----------------- | ---- | ---- | ---- | ---- | ---- | ---- | ---- | ---- | ---- | ---- | ---- | ---- | ---- | ---- | ---- | ---- |
| Tramwaj           | 1    | 2    | 3    | 3    | 4    | 3    | 4    | 9    | 10   | 8    | 7    | 8    | 10   | 11   | 10   | 11   |

## Tabor

### Liniowy
Od 1991 roku do marca 2008 roku w eksploatacji znajdowały się wyłącznie konstrukcje pochodne Konstal 105N. Dopiero w 2008 roku na bydgoskich ulicach pojawiły się nowe, niskopodłogowe tramwaje Pesa 122N. 
| Ilustracja      | Seria           | Liczba wagonów | Rok produkcji (modernizacji) | Liczba członów | Liczba miejsc siedzących | Procent niskiej podłogi | Producent | Modernizator | Źródła        |
| --------------- | --------------- | -------------- | ---------------------------- | -------------- | ------------------------ | ----------------------- | --------- | ------------ | ------------- |
|                 | 122NaB-20 Swing | 34             | 2023-2025                    | 5              | 53                       | 100%                    | Pesa      | –            | [ 31 ] [ 32 ] |
| 122NaB-10 Swing | 15              | 2018-2019      | [ 31 ]                       | 5              | 53                       | 100%                    | Pesa      | –            |               |
| 122NaB Swing    | 12              | 2015-2016      | [ 31 ]                       | 5              | 53                       | 100%                    | Pesa      | –            |               |
|                 | 121NaB-10 Swing | 6              | 2023-2025                    | 3              | 31                       | 100%                    | Pesa      | –            | [ 31 ] [ 32 ] |
| 6               | 121NaB-10 Swing | 2017-2018      | [ 31 ]                       | 3              | 31                       | 100%                    | Pesa      | –            |               |
|                 | 122N Tramicus   | 2              | 2008                         | 5              | 63                       | 100%                    | Pesa      | –            | [ 31 ]        |
|                 | 805Nm           | 1              | 1980 (2003)                  | 1              | 22                       | 0%                      | Konstal   | Pesa         | [ 31 ]        |
|                 | 805Na           | 31             | 1980-1988                    | 1              | 20                       | 0%                      | Konstal   | –            | [ 31 ]        |

| Statystyki                                | Statystyki |
| ----------------------------------------- | ---------- |
| Suma pojazdów                             | 113        |
| Udział wagonów niskopodłogowych we flocie | 66%        |

### Historyczny
| Zdjęcie | Seria   | Nr  | Rok produkcji | Rok renowacji | Producent                 | Status    |                      |
| ------- | ------- | --- | ------------- | ------------- | ------------------------- | --------- | -------------------- |
|         | VNB-125 | 14  | 1896          | 2012          | Herbrand                  | nieczynny | [ 33 ] [ 34 ] [ 35 ] |
|         | GE68    | 120 | 1898          | 1986–1988     | Herbrand                  | czynny    | [ 33 ] [ 34 ]        |
|         | Lilpop  | 154 | 1939          |               | Lilpop, Rau i Loewenstein | nieczynny | [ 34 ]               |
|         | 5N      | 68  | 1960          | 2017          | Konstal                   | czynny    | [ 33 ]               |
|         | 5ND     | 135 | 1960          | 2016          | Świdnicka Fabryka Wagonów | czynny    | [ 36 ]               |
|         | 803N    | 201 | 1974          |               | Konstal                   | nieczynny | [ 34 ] [ 37 ]        |
|         | 805Na   | 226 | 1980          |               | Konstal                   | nieczynny | [ 38 ]               |

### Modernizacje wagonów 805Na
Od 1998 roku zaczęto w Bydgoszczy stopniowo modernizować składy tramwajowe, z których najstarsze miały wówczas już 20 lat.
| Rok  | Zakres, poszerzenia modernizacji | Zmodernizowane wagony                                                                                   |
| ---- | --- | --- |
| 1998 | - wymiana wewnętrznego i zewnętrznego poszycia - montaż nowych maszyn drzwiowych - montaż drzwi bez szyb w ich dolnej części - likwidacja dwóch klap dachowych - malowanie poręczy na żółto - malowanie siedzeń - wyłożenie podłogi wykładziną antypoślizgową | 275-276 282-283 320-321 312-313 304-305 318-319 310-311 322-323 330-331 336-337 332-333 340-341 346-347 |
| 2000 | - montaż nowych siedzeń firmy Astromal w trzech rzędach (likwidacja siedzeń naprzeciw 2. i 3. drzwi) - likwidacje pasów ogrzewania na całej długości wagonu, na ich miejsce zainstalowano trzy nagrzewnice - montaż nowych lamp oświetlenia wewnętrznego | 326-327 342-343 352-353 354-355 350-351 338-339 324-325 328-329 334-335 344-345 348-349 360-361         |
| 2004 | - montaż nowych siedzeń serii „Astromal 2000” w takim samym układzie jak w roku 2000* - montaż przetwornic statycznych | 237-238 356-357                                                                                         |
| 2004 | - montaż nowych maszyn drzwiowych (oraz zakres z pierwszej modernizacji 2004) * W wagonie 272 pozostawiono cztery siedzenia naprzeciw 2. i 3. drzwi w jednym rzędzie. | 265-266 358-359 257-258 269-270 231-232 241-242 267-268 271-272                                         |
| 2007 | - montaż nowych siedzeń firmy Ster (nietapicerowanych) - w pierwszym wagonie w trzech rzędach, miejsca stojące naprzeciw 2. i 3. drzwi - w drugim wagonie pozostawiono cztery siedzenia naprzeciw 2. i 3. drzwi w jednym rzędzie - likwidacja 3. drzwi w drugim wagonie | 281-264 286-287 233-234 279-280                                                                         |
| 2008 | - montaż kierunkowych tablic diodowych (przedniej, tylnej i bocznej), tablicy wewnętrznej typu TML w pierwszym wagonie, oraz głośników informacji głosowej w obu wagonach oraz na zewnątrz składu – wraz ze sterownikiem, zestaw firmy Pixel | 300-301                                                                                                 |
| 2008 | - przebudowa drugiego wagonu na doczepę czynną (bez kabiny motorniczego), montaż wandaloodpornych lamp oświetlenia wewnętrznego, całkowicie wkomponowanych w podsufitkę, montaż piasecznicy w pierwszym wagonie (oraz zakres z pierwszej modernizacji 2008) | 302-303 247-248                                                                                         |
| 2009 | - montaż klimatyzacji kabiny motorniczego, oraz nowego pulpitu | 284-285 316-317 306-307 277-278                                                                         |
| 2010 | - montaż kierunkowych tablic diodowych (przedniej, tylnej i bocznej), tablicy wewnętrznej typu TML w obu wagonach, głośników informacji głosowej w obu wagonach oraz na zewnątrz składu – wraz ze sterownikiem, zestaw firmy Pixel - montaż nowych siedzeń firmy STER (typ siedzeń MX) w składach 273-274, 275-276 oraz 296-297 - montaż klimatyzacji kabiny motorniczego, oraz nowego pulpitu | 244 314-315 273-274 296-297 275-276                                                                     |
| 2011 | - montaż kierunkowych tablic diodowych (przedniej, tylnej i bocznej), tablicy wewnętrznej typu TML w obu wagonach, głośników informacji głosowej w obu wagonach oraz na zewnątrz składu – wraz ze sterownikiem, zestaw firmy Pixel - montaż nowych siedzeń firmy STER(typ siedzeń MX) - montaż klimatyzacji kabiny motorniczego, oraz nowego pulpitu                                           | 282-283 326-327 229-252 346-347 310-311 304-305 332-333 289 295-299                                     |

### Patroni Pojazdów
W grudniu 2015 zorganizowano konkurs na wybranie spośród 20 kandydatów 12 patronów dla nowo zakupionych tramwajów. Spośród proponowanych kandydatów patronami tramwajów zostali Ernst Conrad Peterson, Jerzy Sulima-Kamiński, Teodor Kocerka, Ferdinand Lepcke, Zdzisław Krzyszkowiak, Józef Święcicki, Leon Barciszewski, Jan Biziel, Pola Negri, Leon Wyczółkowski, Mieczysław Połukard i Marian Rejewski. Odrzucono kandydatury następujących osób: Witold Bełza, Teresa Ciepły, Adam Grzymała-Siedlecki, Hieronim Konieczka, Jan Maciaszek, Ryszard Markwart, Tadeusz Nowakowski, Marian Turwid.
1 sierpnia 2017 ogłoszono wyniki konkursu na nazwy kolejnych 18 tramwajów, zamówionych w zakładach Pesa w związku z budową linii tramwajowej na ul. Kujawskiej. Patronami pojazdów zostali: Bartłomiej z Bydgoszczy, Witold Bełza, por. Leszek Biały, Andrzej Brończyk, Teresa Ciepły, Henryk Glücklich, Wincenty Gordon, Adam Grzymała-Siedlecki, Anna Jachnina, Michał Jagodziński, król Kazimierz Wielki, Jan Maciaszek, prof. Zygmunt Mackiewicz, Edmund Milecki, Jeremi Przybora, Andrzej Szwalbe, Emil Warmiński, oraz – decyzją prezydenta miasta – Oskar Picht, dyrektor Prowincjonalnego Zakładu Dla Niewidomych w Bydgoszczy przed I wojną światową, zwany „Ojcem niewidomych”. Tym razem odrzucono jako patronów takie postacie, jak Carl Blumwe, Stefan Ciszewski, Waleria Drygała, Felicja Gwincińska, Kazimierz Hoffman, Hieronim Konieczka, Rajmund Kuczma, Zygmunt Malewski, Tadeusz Nowakowski, Maksymilian Antoni Piotrowski, Władysław Piórek, Wanda Rucińska, Jerzy Mieczysław Rupniewski, Wanda Siemaszkowa, Jan Teska, Marian Turwid i Melchior Wierzbicki.

## Pętle i zajezdnie

### Pętle

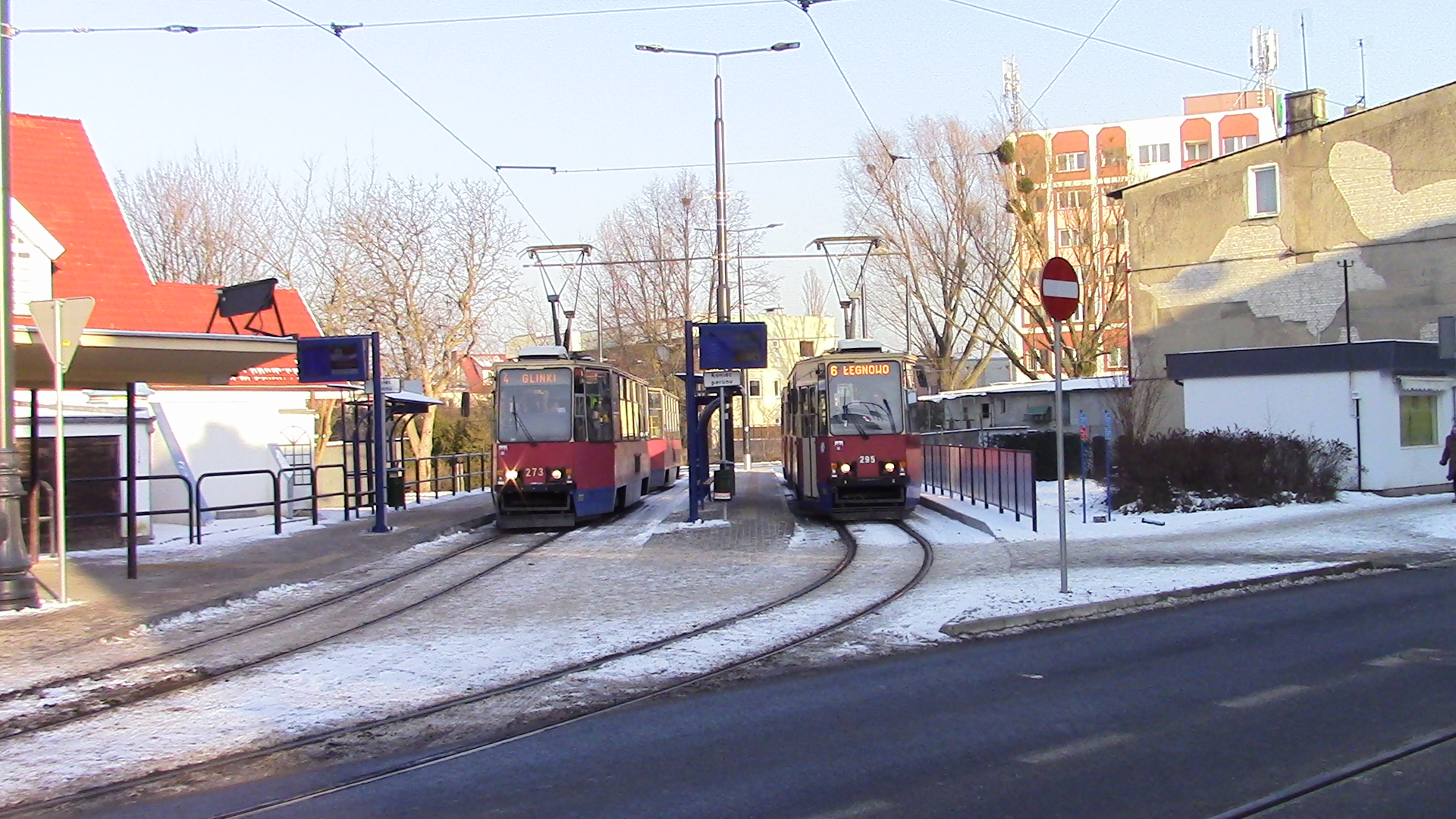
Pętla Bielawy

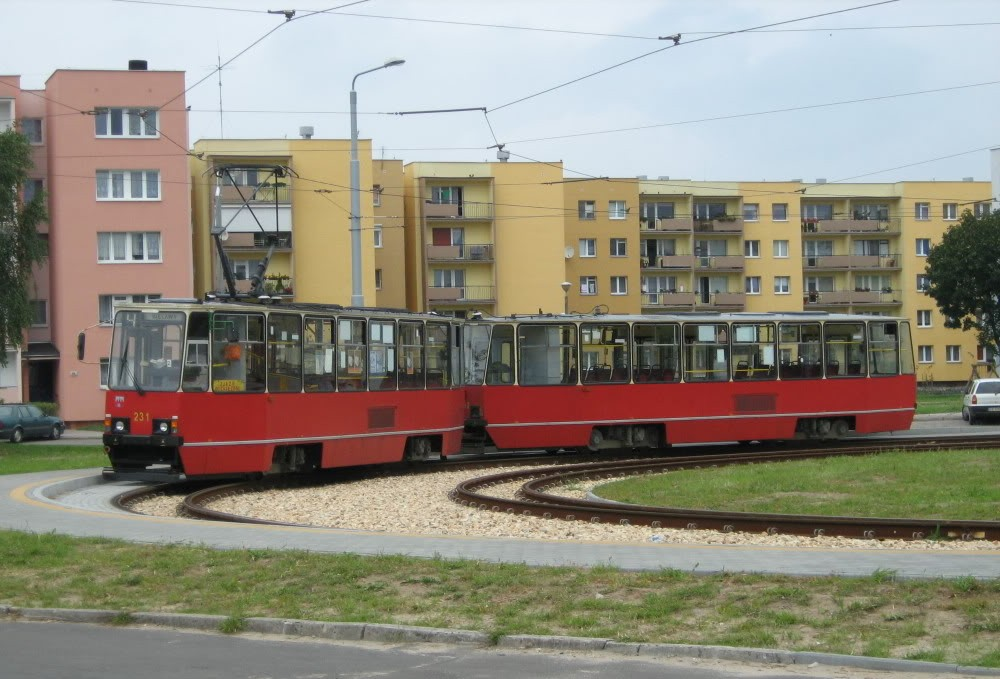
Pętla „Glinki” w Bydgoszczy

#### Eksploatowane liniowo
| Lp. | Nazwa                                                     | Schemat | Rok otwarcia | Liczba torów | Inna infrastruktura | Linie       |
| --- | --------------------------------------------------------- | ------- | ------------ | ------------ | ------------------- | ----------- |
| 1.  | Bielawy                                                   |         | 1974         | 2            |                     | 4, 6, 11    |
| 2.  | Glinki                                                    |         | 1953         | 2            |                     | 4, 9        |
| 3.  | Kapuściska                                                |         | 1953         | 3            |                     | 2,7,8       |
| 4.  | Las Gdański P+R (dawniej Leśny Park Kultury i Wypoczynku) |         | 1989         | 2            | Żeberko             | 1, 2, 10    |
| 5.  | Łoskoń                                                    |         | 2016         | 2            |                     | 3, 5, 7, 11 |
| 6.  | Niepodległości                                            |         | 2016         | 2            |                     | 10, 11      |
| 7.  | Rycerska                                                  |         | 2012         | 2            | Tor kawowy          | 5, 8, 9     |
| 8.  | Wilczak                                                   |         | 1950?        | 1            | Żeberko             | 1, 3        |
| 9.  | Wyścigowa                                                 |         | 1969, 2016   | 3            | Tor kawowy          | 6           |

#### Nieużywane liniowo
| Lp. | Nazwa      | Schemat | Rok otwarcia | Rok zamknięcia                                   | Liczba torów | Inna infrastruktura | Linie w dniu zamknięcia |
| --- | ---------- | ------- | ------------ | ------------------------------------------------ | ------------ | ------------------- | ----------------------- |
| 1.  | Babia Wieś |         | 1953         | 2020 (ponowne otwarcie planowane na koniec 2027) | 3            |                     | 2                       |
| 2.  | Bałtycka   |         | 1969         | 1971                                             | 2            |                     | 7                       |
| 3.  | Przylesie  |         | [ a ]        | [ a ]                                            | 3            |                     | n/a                     |
| 4.  | Stomil     |         | 1962?        | Nieużywana, linia w przebudowie do 2026          | 1            |                     | 9                       |
| 5.  | Łęgnowo    |         | 1953         | Nieużywana, linia w przebudowie do 2026          | 2            | Żeberko             | 6                       |
| 6.  | Wyżyny     |         | 2020         | 2022                                             | 1            |                     | 11                      |

#### Zlikwidowane
| Lp. | Nazwa                              | Rok otwarcia | Rok zlikwidowania | Liczba torów | Inna infrastruktura | Linie      |
| --- | ---------------------------------- | ------------ | ----------------- | ------------ | ------------------- | ---------- |
| 1.  | Dworzec PKP                        | 1966         | 1990              | 3            |                     | 1, 2, 4, 8 |
| 2.  | Rondo Kujawskie (dawniej Karpacka) | 1984         | 2019              | 1            |                     | 2, 9       |

### Zajezdnie

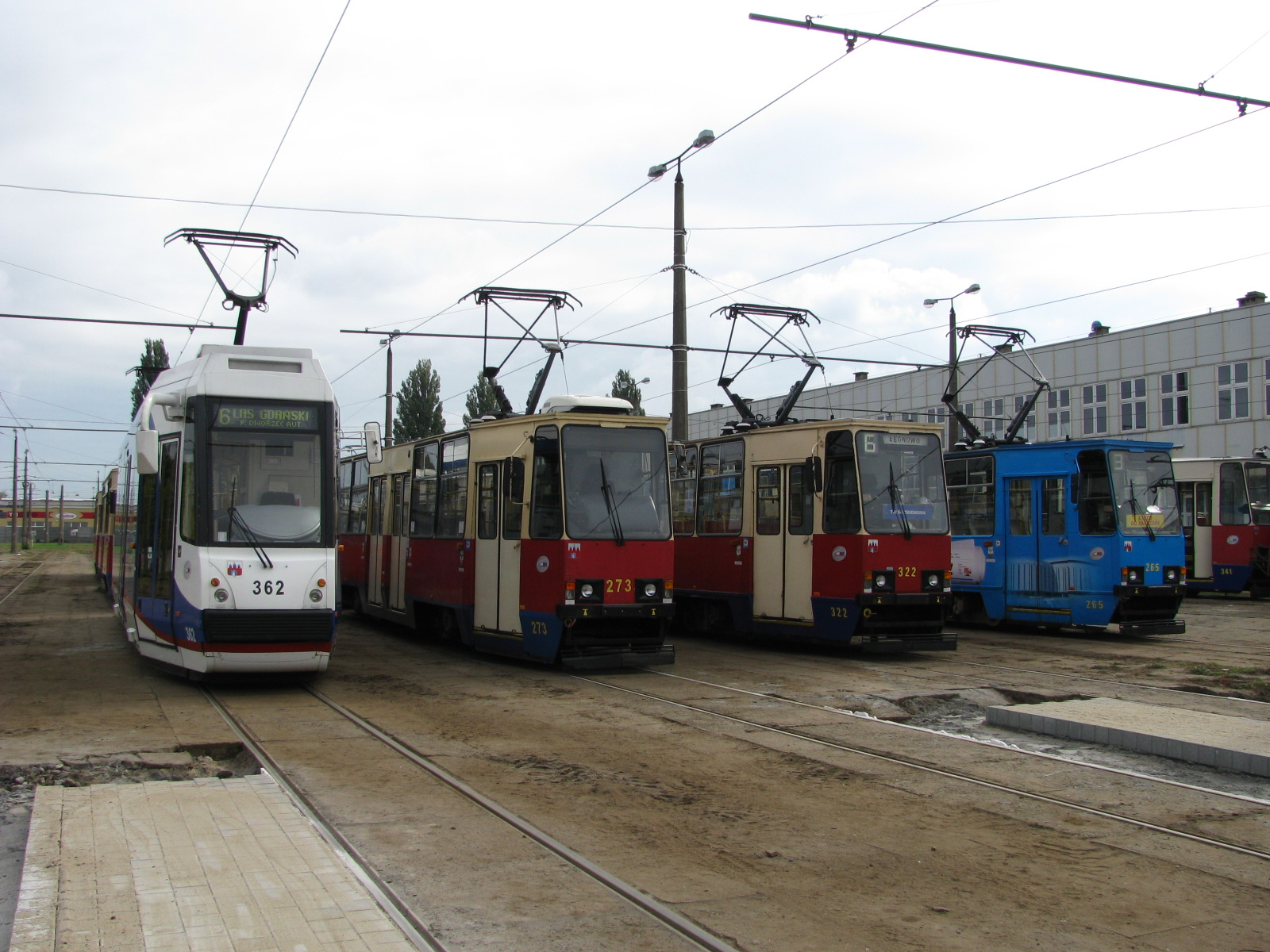
Tramwaje na zajezdni Toruńska – Konstal 805Nm i Konstale 805Na

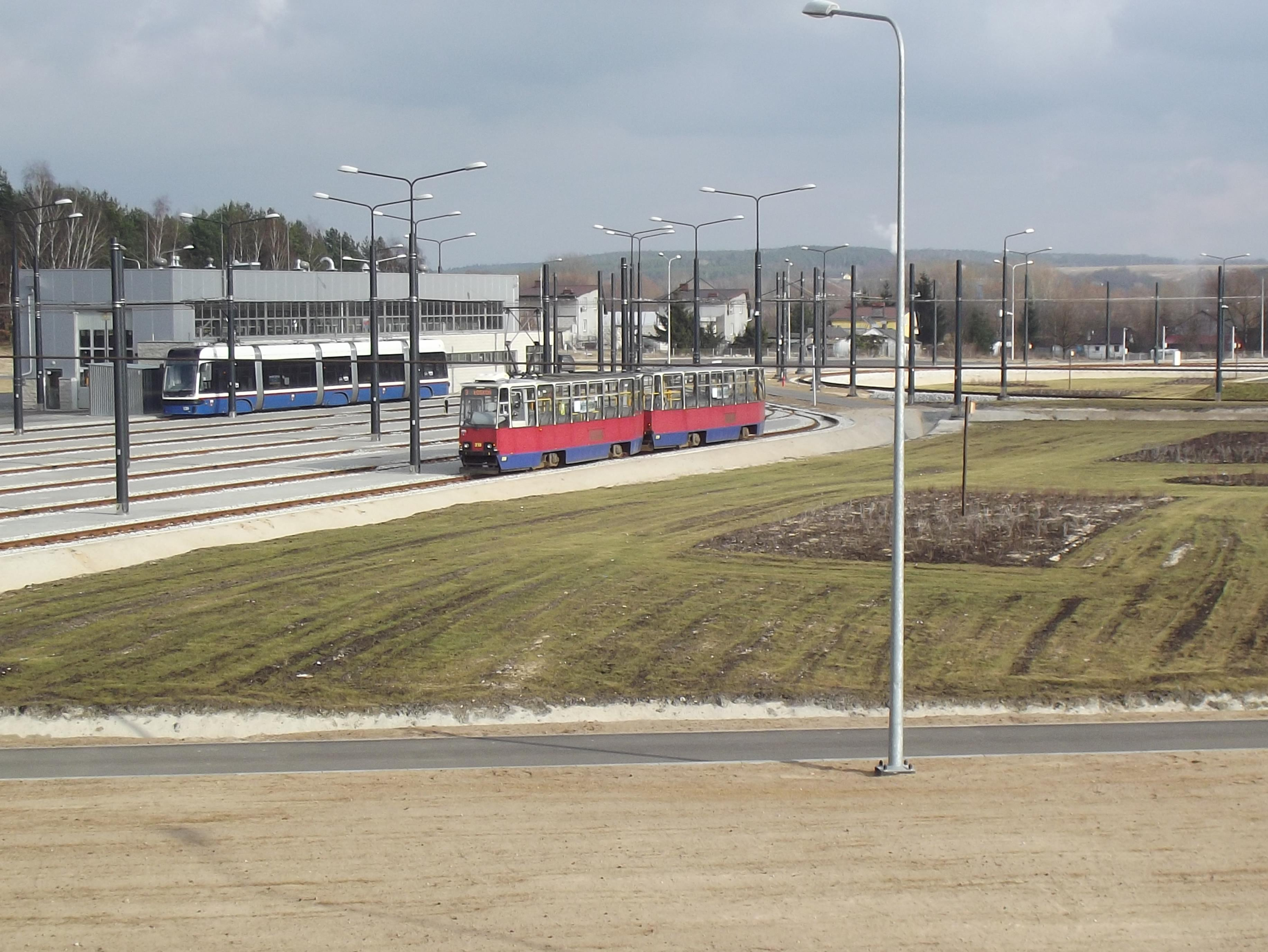
Tramwaje na zajezdni Łoskoń – 122NaB Swing i Konstal 805Na

Obecnie w Bydgoszczy działają dwie zajezdnie tramwajowe: „Łoskoń” (Fordon) i „Toruńska”.

#### Zajezdnia Toruńska
Oddana do użytku 22 lipca 1959 roku – Zajezdnia Toruńska należy do MZK Bydgoszcz. Stacjonuje tu większość wagonów eksploatowanych liniowo oraz gospodarcze i historyczne.
Zajezdnia była kilkakrotnie rozbudowywana: w 1982, 1998 i 2002. Tramwaje stacjonują na 20 torach odstawczych, a w hali znajduje się siedem kanałów. Oprócz tego na terenie zajezdni znajduje się hala naprawy wózków, hala techniczna oraz malarnie.
W lutym 2024 roku rozpoczęto kolejną przebudowę zajezdni. Prace budowlane obejmują m.in. modernizację układu torowego, budowę nowej myjni tramwajowej, hali reprofilacji obręczy kół oraz stacji transformatorowej.

#### Zajezdnia Łoskoń
Oddana do użytku 16 stycznia 2016 roku – Zajezdnia Łoskoń (Fordon) należy do spółki Tramwaj Fordon.
Tramwaje stacjonują na 7 torach odstawczych. Oprócz tego na terenie zajezdni znajduje się pętla tramwajowa z torami postojowymi, hala serwisowa z jednym kanałem oraz budynek zaplecza socjalnego.

## Węzły przesiadkowe

### Istniejące
| Zdjęcie | Nazwa                                              | Charakterystyka | Rok otwarcia | Komunikacja tramwajowa      | Komunikacja autobusowa                                           |
| ------- | -------------------------------------------------- | --- | ------------ | --------------------------- | ---------------------------------------------------------------- |
|         | Rondo Jagiellonów                                  | Główny przesiadkowy węzeł tramwajowy w Bydgoszczy, o największym natężeniu ruchu w mieście. Przystanki są połączone tunelem podziemnym. | 1974         | 2, 3, 4, 5, 6, 8, 9, 10, 11 | 31N, 32N, 33N, 34N, 35N, 36N, 51, 52, 55, 58, 59, 60, 61, 64, 99 |
|         | Szarych Szeregów                                   | W tym miejscu następuje rozwidlenie linii tramwajowych na osiedla tzw. Górnego Tarasu. Od strony północnej, i zachodniej funkcjonują trzy perony, zaś od strony południowej dwa perony. Przed przebudową w 2019 było ich cztery, lecz tylko od północy.                                                                                     | 1974         | 2, 4, 7, 8, 9, 11           | 31N, 53                                                          |
|         | Wojska Polskiego – T. Boya-Żeleńskiego (d. Kładka) | Węzeł przesiadkowy autobusowo-tramwajowy na osiedlu Wyżyny. Przystanki do 2024 były połączone kładką przebiegającą nad torowiskiem i aleją Wojska Polskiego. | 1974         | 2, 9, 11                    | 31N, 53, 56, 68                                                  |
|         | Dworzec Główny                                     | Przystanki tramwajowe i autobusowe są połączone tunelem podziemnym wraz z kolejowym dworcem głównym. Do 1990 znajdowała się tu pętla tramwajowa, na wschód od obecnych przystanków tramwajowych. | 2012 (1966)  | 5, 8, 9                     | 31N, 33N, 54, 57, 67, 71, 77, 79, 80                             |
|         | Bydgoszcz Wschód                                   | Węzeł przesiadkowy integruje sieć tramwajową z koleją w ramach projektu BiT-City. Przy okazji budowy linii tramwajowej do dzielnicy Fordon zmieniono lokalizację stacji kolejowej Bydgoszcz Wschód tak, by znalazła się dokładnie pod biegnącą nad nią estakadą nową trasą tramwajową. Przystanki są zasłonięte przez szklano-stalową tubę. | 2016         | 3, 5, 7, 10, 11             | 31N, 32N, 33N, 64, 65, 69, 73, 74, 83, 89                        |
|         | Bajka                                              | Węzeł przesiadkowy autobusowo-tramwajowy na osiedlu Bajka. Przy budowie węzła wykorzystano istniejący wcześniej wiadukt nad ulicą Andersa i dodano doń schody oraz windy. | 2016         | 3, 5, 7, 10, 11             | 31N, 74, 81, 82                                                  |

## Rozbudowa sieci

### Linia do Fordonu
Pierwsze plany zbudowania nowej linii do Fordonu sięgały początku istnienia tego 70-tysięcznego osiedla. Względy finansowe powodowały jednak, że budowa linii odsuwana była na kolejne lata. Ostatecznie w roku 2009 przystąpiono do prac projektowych, które ukończono w roku 2012. W 2013 rozpoczęła się budowa trasy o długości 9,5 km wraz z estakadą z przystankiem i przejściem na perony kolejowe stacji Bydgoszcz Wschód. Trasa zaczyna się przy ulicy Wyścigowej (gdzie w nowej lokalizacji powstała pętla awaryjna), skąd przechodzi wspomnianą estakadą nad torami linii kolejowej do Torunia do ul. Lewińskiego, po drugiej stronie torów kolejowych. Dalej trasa prowadzi wzdłuż ul. Lewińskiego i (za skrzyżowaniem z Jasiniecką) ul. Akademicką. Przy ulicy Korfantego znajduje się pętla awaryjna Przylesie. Następnie tory kierują się do skrzyżowania z ulicą Andersa, gdzie pierwotnie miał powstać węzeł komunikacyjny. Po skręcie w lewo trasa biegnie wzdłuż ul. Andersa, mijając ulicę Wyzwolenia. Kolejna pętla powstała w rejonie ulicy Piłsudskiego. Dalej tory ułożone są wzdłuż ul. Andersa do ulicy Geodetów (pętla Łoskoń), gdzie powstała zajezdnia tramwajowa. Inwestycja miała kosztować według kosztorysu 437 308 983,67 zł (z czego 209 768 552,18 zł pochodziło z funduszy UE), a jej zakończenie planowane było na 31 grudnia 2015. Rozstrzygnięty w 2013 przetarg na realizację linii wygrało konsorcjum złożone z firm „Gotowski” Budownictwo Komunikacyjne i Przemysłowe sp. z o.o., Przedsiębiorstwa Robót Mostowych „Mosty Łódź” SA, Feroco SA, Przedsiębiorstwa Inżynieryjnych Robót Kolejowych „TOR-KRAK” sp. z o.o., Przedsiębiorstwa Budowy Dróg i Mostów Kobylarnia SA oraz czeskiej spółki Metrostav a.s., podejmując się realizacji zadania za kwotę 290 mln zł i pokonując takie firmy, jak szwedzka Skanska, austriacki Strabag, włoskie Astaldi oraz portugalski Dragados. Najdroższa złożona oferta opiewała na kwotę 405 mln zł, a kwota, jaką inwestor przeznaczył na realizację zamówienia, to 307,5 mln zł. 22.10.2013 r. nastąpiło podpisanie umowy na realizację inwestycji. Budowa nowego odcinka powiązana była z zakupem za 109 mln zł 12 nowych, pięcioczłonowych tramwajów niskopodłogowych z klimatyzacją, niezbędnych do obsługi wydłużonych linii.
Budowa linii wiązała się z przebudową 14 skrzyżowań, z których część zostanie wyposażona w sygnalizację świetlną zapewniającą pierwszeństwo tramwajom. Na linii powstało 13 par przystanków (Fordońska – Wyścigowa, Bydgoszcz Wschód, Akademicka – Rejewskiego, Akademicka – Romanowskiej, Przylesie, Akademicka – Kaliskiego, Akademicka – Igrzyskowa, Andersa – Kleeberga, Andersa – Skarżyńskiego, Andersa – Wolna, Niepodległości, Andersa – Gieryna, Łoskoń (pierwotnie: Geodetów)). Równocześnie zbudowano 12 km chodników i ponad 400 m ekranów akustycznych, przebudowano 9 km dróg, 31 zatoczek autobusowych i zainstalowano 250 nowych sygnalizatorów świetlnych.
Pierwotnie przewidywano, że budowaną trasą kursować będą linie 3 z ul. Rycerskiej (w godzinach szczytu co 7,5 min, poza tym, co kwadrans) oraz 7 z Kapuścisk (co 15 min). Jesienią 2014 podano do publicznej wiadomości, że uruchomione zostaną również linie 9 (na Wilczak) oraz 10 (do Lasu Gdańskiego), a część kursów będzie rozpoczynała bieg nie na pętli końcowej Łoskoń, a na pętli Piłsudskiego. Czas przejazdu od początku linii w Fordonie do Ronda Fordońskiego wynosić miał 29 min, Ronda Jagiellonów 34 min, a do Dworca Głównego 40 min. Częstotliwość kursowania w godzinach szczytu miała wynosić łącznie 3 lub 5 minut.
Pierwsza jazda testowa tramwaju na nowej trasie odbyła się 12 listopada 2015.
Centrum Unijnych Projektów Transportowych przesłało podpisaną umowę o dofinansowanie projektu pod nazwą: „Budowa linii tramwajowej do dzielnicy Fordon z przebudową układu drogowego w Bydgoszczy” w ramach działania 7.3: Transport miejski w obszarach metropolitalnych priorytetu VII: Transport przyjazny środowisku Programu Operacyjnego Infrastruktura i Środowisko 2007 – 2013.
Wartość całego projektu ogółem (budowa linii, zakup taboru, przebudowa stacji Bydgoszcz Wschód) wyniosła 437 308 983,67 zł brutto, w tym uzyskane dofinansowanie ze środków europejskich 209 768 552,18 zł brutto.
Uruchomienie linii nastąpiło 16 stycznia 2016 roku.

### Torowisko w ciągu ulicy Kujawskiej
Ważne dla zwiększenia efektywności funkcjonowania sieci tramwajowej w Bydgoszczy połączenie linii tramwajowej przebiegającej przez Rondo Bernardyńskie z torowiskiem zlokalizowanym w ciągu ulicy Wojska Polskiego planowane było co najmniej od lat 80. XX wieku. W 2006 opracowano projekt modernizacji ulicy Kujawskiej, zakładający również powstanie torowiska tramwajowego, który jednak nie doczekał się realizacji. Przebudowę ulicy po raz kolejny zaplanowano w 2015 w związku z budową centrum handlowego Zielone Arkady. Inwestycja została zgłoszona do regionalnego programu operacyjnego dla województwa na lata 2014–2020. Założono wówczas budowę do czerwca 2017 odcinka linii o długości 600 m, przy szacowanym koszcie inwestycji w wysokości 130 mln zł. Przyjęty plan zakładał przebudowę ronda Kujawskiego (obniżenie niwelety ronda o 2 m) i likwidację pętli tramwajowej znajdującej się w jego bezpośrednim sąsiedztwie, przebudowę pętli Magnuszewska w celu umożliwienia wjazdu na nią od strony zachodniej oraz budowę rozjazdów umożliwiających jazdę z ulicy Wojska Polskiego w ulicę Szpitalną, w kierunku pętli Glinki. Dodatkowo na węźle „Szarych Szeregów” przebudowano układ geometryczny skrzyżowania, które zostało włączone do systemu ITS, nastąpiła likwidacja jednego z peronów (w kierunku ulicy Perłowej) oraz przystosowanie pozostałych do obsługi osób niepełnosprawnych. Zbudowane zostały również dodatkowe tory do skrętu z ulicy Wojska Polskiego w kierunku ulicy Perłowej. Umowę na przebudowę pętli Wyżyny, węzła Szarych Szeregów i łączących je torów o łącznej długości 4 km za kwotę prawie 65 mln zł miasto podpisało ze spółką ZUE z Krakowa w czerwcu 2018. Prace budowlane rozpoczęły się w lipcu 2018 i zakończyły w grudniu (pierwotnie planowano w październiku) 2019. Wraz z rozpoczętą 7 kwietnia 2018 modernizacją torowiska od Łukasiewicza do pętli Kapuściska (koszt 19 mln zł) przebudowie poddana została również sieć trakcyjna, zwrotnice zostały wyposażone w system sterowania radiowego, a pętla Kapuściska uzyskała dodatkowy, trzeci tor. Ruch tramwajowy na ulicy Perłowej, Szpitalnej oraz Wojska Polskiego (od Kapuścisk do ulicy Magnuszewskiej) wznowiono 12 grudnia 2019.
W 2017 podpisano z kolei umowę na dofinansowanie ze środków UE przebudowy ulicy Kujawskiej (łącznie z budową torowiska, drugiej jezdni, przebudową dwóch rond oraz budową dróg rowerowych i parkingów), a w 2018 rozpisano przetarg na realizację inwestycji. Do przetargu początkowo zgłosiło się 10 podmiotów, a oferty złożyły ostatecznie 3: konsorcjum stworzone przez firmę „Gotowski – Budownictwo Komunikacyjne i Przemysłowe Bydgoszcz”, Przedsiębiorstwo Budownictwa Drogowo-Inżynieryjnego Toruń oraz Tor-Krak Kraków (167,4 mln zł), którego oferta została ostatecznie wybrana; PBDIM Kobylarnia SA (171 mln zł) oraz Trakcja PRKiI (230 mln zł), przy założonej przez inwestora wartości kosztorysowej w wysokości 136,4 mln zł. Wszyscy wykonawcy zadeklarowali zakończenie budowy w ciągu dwóch lat od podpisania umowy i zaoferowali ośmioletnią gwarancję na wykonane prace. Umowa na realizację inwestycji została podpisana 29 listopada 2018. Pierwszy przejazd tramwaju nową trasą w ramach prób technicznych odbył się 14 października 2020 (wozy o nazwach „Truskawka” (prod. Konstal), „Carl Blumwe” i „Wincenty Gordon”).
Zgodnie z warunkami kontraktu na rondzie Bernardyńskim powstały nowe przystanki dla tramwajów jadących w kierunku Wzgórza Wolności. Oprócz linii tramwajowej wzdłuż ulicy Kujawskiej o długości około 600 metrów przebudowano również około 300 metrów torowiska wzdłuż ulicy Wojska Polskiego, zrealizowano buspas na zjeździe ulicy Kujawskiej oraz zakup 15 tramwajów niskopodłogowych. Szacowano, że całość inwestycji kosztować będzie 276 mln zł (przy wnioskowanym dofinansowaniu 186 mln zł), jednak ostatecznie wartość ta (łącznie z wartością zakupionych tramwajów i przebudową węzła Szarych Szeregów) wzrosła do 350 mln zł, przy czym prace na ulicy Kujawskiej pochłonęły niemal 168 milionów złotych.
W ramach prac ułożono 2424 metrów pojedynczego toru, w tym 1126 metrów na 563-metrowym odcinku ulicy Kujawskiej; ponadto 634 metrów rozjazdów, 86 słupów trakcyjnych (w tym 50 przy torach otwartych 6 grudnia 2020). Wykop tramwajowy między jezdniami ulicy Kujawskiej ma szerokość od 11 do 27 metrów.
Uruchomienie nowo wybudowanej linii tramwajowej na ulicy Kujawskiej nastąpiło 6 grudnia 2020 (pierwotnie podawanym terminem był 15 listopada 2020).